# Armijski odjel B
Armijski odjel B (njem. Armeeabteilung B) je bila vojna formacija njemačke vojske u Prvom svjetskom ratu. Tijekom Prvog svjetskog rata djelovala je na Zapadnom bojištu.

## Povijest
Armijski odjel B formiran je 19. rujna 1914. pod imenom Armijska grupa Gaede od dijelova 7. armije koji nakon Bitke kod Mulhousea nisu premješteni na sjever radi sudjelovanja u bitkama poznatim pod nazivom Trka k moru. Prvim zapovjednikom armijske grupe, koja je držala položaje u Gornjem Alzasu, postao je general pješaštva Hans Gaede. Armijska grupa je 25. studenog 1914. preimenovana u Armijski odjel Gaede.
Hans Gaede zapovijedao je armijskim odjelom do 3. rujna 1916. kada ga je na mjestu zapovjednika zbog njegove bolesti zamijenio general pješaštva Erich von Gündell. Armijski odjel je tada preimenovan u Armijski odjel B koji naziv je zadržao do kraja rata.
Armijski odjel B držao je položaje na Zapadnom bojištu sve do kraja rata kada je odjel rasformiran. 

## Zapovjednici
Hans Gaede (19. rujna 1914. – 3. rujna 1916.)
Erich von Gündell (3. rujna 1916. – 22. rujna 1918.)

## Načelnici stožera
Hans Wolff (19. rujna 1914. – 6. siječnja 1915.)

Bernhard Bronsart von Schellendorff (6. siječnja 1915. – 6. svibnja 1915.)

Hans Hesse (6. svibnja 1915. – 8. rujna 1916.)

Theodor Renner (8. rujna 1916. – 23. travnja 1917.)

Hermann Drechsel (23. travnja 1917. – 22. rujna 1918.)

## Vojni raspored Armijskog odjela B krajem kolovoza 1916.
Zapovjednik: general pješaštva Hans Gaede

Načelnik stožera: potpukovnik Hans Hesse

- Divizije:
  - 6. bavarska landverska divizija (gen. Schmidt)
  - 12. bavarska divizija (gen. Huller)
  - 12. landverska divizija (gen. Drabich-Waechter)
  - 7. landverska divizija (gen. Wencher)
  - 8. landverska divizija (gen. Bodungen)Erich Gündell, zapovjednik Armijskog odjela B od rujna 1916.

## Vojni raspored Armijskog odjela B u ožujku 1917.
Zapovjednik: general pješaštva Erich von Gündell

Načelnik stožera: pukovnik Theodor Renner

- XV. korpus (genpj. Berthold von Deimling)
  - 30. bavarska pričuvna divizija (gen. Beeg)
  - 39. bavarska pričuvna divizija (gen. Riedl)

- LXIV. korpus (genkonj. Wilhelm Urach)
  - 6. bavarska landverska divizija (gen. Schmidt)
  - 12. landverska divizija (gen. Drabich-Waechter)

- X. korpus (genpor. Konstantin Schmidt von Knobelsdorf)
  - 26. landverska divizija (gen. Teichmann)
  - 113. pješačka divizija (gen. Bergmann)

- III. korpus (genpor. Walther von Lüttwitz)
  - 52. pješačka divizija (gen. K. Borries)
  - 37. pješačka divizija (gen. Müller)

- Pričuva
  - 301. pješačka divizija (gen. Busse)

## Vojni raspored Armijskog odjela B u lipnju 1917.
Zapovjednik: general pješaštva Erich von Gündell

Načelnik stožera: potpukovnik Hermann Drechsel

- XV. korpus (genpor. Emil Ilse)
  - 301. pješačka divizija (gen. Tresckow)
  - 39. bavarska pričuvna divizija (gen. Riedl)

- LXIV. korpus (genkonj. Wilhelm Urach)
  - 6. bavarska landverska divizija (gen. Schmidt)
  - 7. konjička divizija (gen. Heidborn)

- X. korpus (genpor. Konstantin Schmidt von Knobelsdorf)
  - 26. landverska divizija (gen. Teichmann)
  - Alpski korpus (gen. Sontag)

- VIII. pričuvni korpus (genpj. Georg Wichura)
  - 240. pješačka divizija (gen. K. Müller)
  - 25. landverska divizija (gen. Mühlenfels)

- Pričuva
  - 183. pješačka divizija (gen. Schüssler)
  - 6. pješačka divizija (gen. Rohden)
  - 16. pričuvna divizija (gen. Ditfurth)

## Vojni raspored Armijskog odjela B krajem listopada 1918.
Zapovjednik: general pješaštva Erich von Gündell
Načelnik stožera: potpukovnik Hermann Drechsel

- LXIV. korpus (genpor. Wilhelm Urach)
  - 6. bavarska landverska divizija (gen. Schmidt)
  - 4. konjička divizija (gen. Rosenberg-Lipinski)
  - 7. konjička divizija (gen. Heuduck)

- X. korpus (genpj. Konstantin Schmidt von Knobelsdorf)
  - 26. landverska divizija (gen. Berger)
  - 30. bavarska pričuvna divizija (gen. Reitzenstein)
  - 31. pješačka divizija (gen. Scheel)

- XII. korpus (genpor. Max Leuthold)
  - 44. landverska divizija (gen. Bodelschwingh)
  - 25. landverska divizija (gen. Mühlenfels)

## Vanjske poveznice
(eng.) Armijski odjel B na stranici PrussianMachine.com

(njem.) Armijski odjel B na stranici Deutschland14-18.de  Arhivirana inačica izvorne stranice od 23. rujna 2015. (Wayback Machine)

(njem.) Armijski odjel B na stranici Wiki-de.genealogy.net